# فرانسیس رایان
فرانسیس رایان (انگلیسی: Francis Ryan; ۱۰ ژانویهٔ ۱۹۰۸ – ۱۴ اکتبر ۱۹۷۷) بازیکن فوتبال اهل ایالات متحده آمریکا بود.
وی همچنین در تیم ملی فوتبال ایالات متحده آمریکا بازی کرده‌است.